# Enter (czasopismo)
Enter – wysokonakładowy miesięcznik komputerowy powstały w grudniu 1990 roku w warszawskim wydawnictwie Lupus (obecnie Vogel Burda Communications Polska).
W 2004 roku średni nakład wynosił 90 tys. egz., sprzedaż średnio ok. 50 tys. – w 2006 roku sprzedaż spadła do około 20 tys. egzemplarzy. Według danych Polskich Badań Czytelnictwa publikowanych w miesięczniku Press (badanie za rok 2005), Enter był czytany mniej lub bardziej regularnie przez 1,1% populacji, czyli ok. 300 tys. osób (Chip średnio 1,4%, PC World Komputer średnio 1,8%).
W kwietniu 2007 roku podjęto decyzję o zamknięciu tytułu – ostatnim przygotowanym numerem był 5/2007 (nie został jednak już rozesłany do kiosków). Część redakcji współtworzyła magazyny Chip, Next oraz PC Format.
We wrześniu 2009 roku po dwuletniej przerwie wydawnictwo wznowiło tytuł, ale w zmienionej postaci – w piśmie znajdowały się recenzje programów pisane przez czytelników. Wydawca podjął decyzję o zawieszeniu tego pisma. Ostatnim przygotowanym numerem był numer z marca 2010 roku.

## Kolejni redaktorzy naczelni
- Grzegorz Eider (1990–1992),
- Andrzej Horodeński (1992–1994),
- Ewa Hutny (1994–2004),
- Andrzej Pająk (2004–2006),
- Grzegorz Teter (p.o. red. nacz.) (2006)
- Krzysztof Burmajster (2006–2007)
- Michał Adamczyk (2009–2010)